# Alan Sawyer
Alan Leigh Sawyer (San Pedro, California, 1 de enero de 1928-Sequim, Washington, 30 de junio de 2012) fue un jugador de baloncesto estadounidense que disputó una temporada en la NBA. Con 1,96 metros de estatura, jugaba en la posición de alero.

## Trayectoria deportiva

### Universidad
Jugó durante tres temporadas, interrumpidas por el servicio militar, con los Bruins de la Universidad de California en Los Ángeles, en las que promedió 8,3 puntos por partido. En 1949 fue incluido en el mejor quinteto de la Pacific-10 Conference.

### Profesional
Fue elegido en la vigésimo novena posición del Draft de la NBA de 1950 por Washington Capitols, donde jugó una temporada, promediando 6,6 puntos y 3,8 rebotes por partido.
Al año siguiente la franquicia desapareció, produciéndose un draft de dispersión, siendo elegido por los Tri-Cities Blackhawks, equipo con el que no llegó a debutar.

## Estadísticas de su carrera en la NBA

### Temporada regular
| Temporada | Edad | Equipo              | Liga | P  | TIT | MIN | TC  | TCA | %TC  | 3P | 3PA | %3P | TL  | TLA | %TL  | R.OF. | R.DEF. | REB | ASIS | ROB | TAP | PER | FP  | PTS |
| 1950-51   | 23   | Washington Capitols | NBA  | 33 |     |     | 2.6 | 6.5 | .405 |    |     |     | 1.3 | 1.6 | .796 |       |        | 3.8 | 0.8  |     |     |     | 2.3 | 6.6 |
| Total     |      |                     | NBA  | 33 |     |     | 2.6 | 6.5 | .405 |    |     |     | 1.3 | 1.6 | .796 |       |        | 3.8 | 0.8  |     |     |     | 2.3 | 6.6 |